# Might and Magic II
A Might and Magic II: Gates to Another World egy 1988-ban megjelent számítógépes szerepjáték, amit a New World Computing fejlesztett és adott ki, a közvetlen folytatása a Might and Magic Book One: The Secret of the Inner Sanctum című 1986-os szerepjátéknak.

## Játékmenet
Az első rész történései után a hősök, akik segítettek Coraknak legyőzni Sheltemet a VARN-on, egy másik világba vezető kapun keresztül eljutnak CRON földjére (Central Research Observational Nacelle). Ebben a világban is rengeteg a gond és a baj, amelyeket Sheltem zúdított a vidékre, ezért meg kell őt állítani. Végig kell kalandozniuk CRON földjén, át a négy elementális síkon, hogy ismét segítsenek Coraknak megállítani Sheltemet abbeli tervében, hogy a CRON-t saját napjába taszítsa.
Sok szempontból az első rész feljavított változatának is tekinthető a játék. Először is a grafika jelentős javuláson esett át, ami rengeteget segít a navigációban. Átdolgozták a kezelőfelületet is, köztük egy "delay" funkcióval, ami lehetővé tette a lassabb vagy gyorsabb reagálást bizonyos cselekményekre. Bekerült továbbá egy forgó kurzor is, ami azt jelezte a játékosnak, hogy most neki kell lépnie.
Ezúttal is hat karaktert vezethetünk egyszerre, a létrehozható hősök száma azonban huszonhat, őket különféle kocsmákban tehetjük le és cserélhetjük kalandozásaink során. A kontinuitás érdekében az első részből is áthozhatjuk karaktereinket. Felvehetünk csapatunkba legfeljebb kettő NPC-t is, akiket ugyanúgy irányíthatunk, de cserébe fizetnünk kell nekik.
Új karakterosztályokként megjelent a barbár és a nindzsa, bekerült néhány új varázslat és az egyes karakterosztályok fejleszthetősége. Másodlagos képzettségek is bekerültek, például a hegymászásban járatos karakterek rögös terepen jobban tudnak haladni, a lingvisztika szakértői pedig el tudnak olvasni különféle feliratokat. Térképész képzettséggel a játék már automatikusan megrajzolja nekünk a térképet, nem kell azt papírra rögzítenünk. Valamennyi karakter két másodlagos képzettséget vehet fel.
A legfurcsább rész a játékban a belső számítási rendszerrel kapcsolatos. A maximálisan elérhető szint 255, 65535 életerőpontunk lehet, és 9999 varázspontunk (ebből látható, hogy a játék által kezelni képes számok terén semmiféle limit nincs beállítva). A fegyverek sebzését mágia segítségével fel lehet javítani, itt a maximális érték 63. Egyszerre akár 255 ellenféllel is harcolhatunk, amelyek életerőpontja 1 és 64000 közötti lehet.
Bár a játék alapvetően a harc köré épül, a rejtvények megoldása illetve egyes tárgyak gyűjtögetése is fontos elem lett. Olyan furcsaságok is bekerültek, mint a karakterek nemét megváltoztató titokzatos barlang, vagy éppen összefüggéstelennek tűnő színes üzenetek, amelyek megfelelően összekombinálva hasznos tippeket adnak ki. A legtöbb küldetés megoldásához az egyszerű harcon túl így valamilyen feladat megoldása is szükséges.
Néhány érdekesség is bekerült a játékba, ilyen például az időutazás, ami a gyakorlatban igazán csak a legutolsó ellenféllel szemben használható. A kocsmákban helyi különlegességeket szolgálnak fel, néha egészen bizarr ételek képében, karaktereinket pedig immár le is részegíthetjük. Megjelent a cirkusz is, amely megfelelő figurák összegyűjtése esetén az egyes tulajdonságaink javításában segíthet az év bizonyos szakaszában.
Karakterünk nyolc különböző osztály valamelyikébe tartozhat. Mindegyik osztálynak van egy elsődleges statisztikai mutatója, amit az adott karakternek legalább el kell érnie, hogy abba az osztályba tartozhasson. A lovagot és a barbárt leszámítva valamennyi osztálynak van saját különleges képzettsége. Az első epizódban található osztályok mind megtalálhatóak itt, a saját osztályuk bónuszküldetésével. A lovagnak meg kell ölnie a rémlovagot, a paladinnak a jégsárkányt, az íjásznak meg kell állítania Wilfrey bárót, a papnak egyesítenie kell Corak lelkét a testében, a mágusnak ki kell engednie a jó és a gonosz varázslókat is az Ősök Szigetén, és ott van a rabló, amelyiknek nincs saját küldetése. Megjelent viszont a nindzsa, amely egy specializálódott rabló, aki orgyilkosságra képes és saját küldetése ehhez kapcsolódik; továbbá a barbár, aki rendkívül erős, viszont csekélyebb mennyiségű fegyvert és páncélt képes használni. Az ő bónuszküldetése egy barbár vezér meggyilkolásához kötődik.
Számos érdekesség is volt a játékban, amely a korabeli RPG-kre nem volt jellemző. ilyen például, hogy a karakterek öregedni is tudtak, és ha elérték a 75 éves kort, véletlenszerűen meg tudtak halni végelgyengülésben. Varázslattal elvileg vissza lehetett ezt fordítani, de ha balul sült el a varázslás, akkor éppen ellenkezőleg, öregebb lett a karakter. Az életkor csökkentésének más módjai is vannak, például egy bizonyos fürdő meglátogatása. Az időutazás kilenc különböző századba történhet, de ebből csak kettő lényeges a főküldetés szempontjából, és további kettő két mellékküldetéshez szükséges. Osztályspecifikus küldetések megoldásához illetve más osztályok által lezárt területekre való belépéshez a kalandozó csapatnak szét kell válnia, vagy éppen kompatibilis csapatot kell verbuválnunk. Az utolsó küldetés teljesen elszakad a fantasy környezettől, hiszen egy űrhajón játszódik, és időre kell megoldanunk egy feladványt ahhoz, hogy a játék pozitív végkifejlettel érjen véget.

## Fogadtatás
A Dragon magazin 4 csillagot adott a játékra az 5-ből, a Sega Genesis verzióra pedig 5 csillagot. A Computer Gaming World értékelése már vegyes volt, az 1.0-s verzióban ugyanis számtalan bugot találtak, és panaszkodtak az egyszerű történetre. A kritizáló cikk szerzőjén, Scorpián Jon Van Canenghem úgy állt "bosszút", hogy mint ellenséget beleírta a harmadik részbe. 1991-ben a PC Format magazin minden idők 50 legjobb játéka közé választotta.

## Fordítás
- Ez a szócikk részben vagy egészben  a   Might and Magic II: Gates to Another World című angol Wikipédia-szócikk ezen változatának fordításán alapul.  Az eredeti cikk szerkesztőit annak laptörténete sorolja fel. Ez a jelzés csupán a megfogalmazás eredetét és a szerzői jogokat jelzi, nem szolgál a cikkben szereplő információk forrásmegjelöléseként.